# King’s Singers
A King’s Singers 1968-ban alakult világhírű brit a cappella énekegyüttes, amely változó tagokkal mai napig működik. 2009 februárjában Simple Gifts című CD-jük Grammy-díjat nyert a Best Classical Crossover Album kategóriában.

## Történetük
Az együttes gyökerei a cambridge-i King’s College 1965-ben létrehozott Schola Cantorum Pro Musica Profana nevű kamarakórusáig vezetnek. A Schola Cantorum hat tagja készített egy saját felvételt népszerű dalokból. Ennek a csoportnak – a későbbi King’s Singers tagjain, Alastair Hume-on, Simon Carringtonon és Brian Kay-n kívül tagja volt még Martin Lane, Neil Jenkins és Richard Salter. Innen jött az ötlet, hogy egy hat tagú önálló együttest kellene létrehozni, és az előbbi háromhoz csatlakozott Nigel Perrin, Alastair Thompson és Anthony Holt, amivel létrejött a King’s Singers. Nevüket az iskolájukról vették. Az 1968. május 1-jén tartott bemutatkozó koncerten a következő alapító tagok vettek részt:
- Nigel Perrin (kontratenor)
- Alastair Hume (kontratenor)
- Alastair Thompson (tenor)
- Anthony Holt (bariton)
- Simon Carrington (bariton)
- Brian Kay (basszus)

Hazájukban hamar népszerűek lettek, de már az 1970-es években szívesen látott előadók voltak külföldön is. Az együttes ma is működik, sokat utazó együttes, évente mintegy 125 hangversenyt adnak Európában, Amerikában, Távol-Keleten és a világ más részein.
Bemutatkozó lemezük 1971-ben jelent meg (The King’s Singers), azóta is rendszeresen adnak ki CD-ket, DVD-ket. 2009-ben Simple Gifts című CD-jükkel Grammy-díjat nyertek.
Fennállásuk negyvenéves évfordulójáról ünnepi koncertsorozattal emlékeztek meg: 2008. április 30-án a londoni Cadogan Hallban, másnap a King’s College kápolnájában, azután a Royal Albert Hallban, majd a nevezetes Three Choirs Festival keretében.
Az együttes tagjai 2015-ben:
- David Hurley (kontratenor) – 1989-től
- Tim Wayne-Wright (kontratenor) – 2009-től
- Julian Gregory (tenor) – 2015-től
- Christopher Bruerton (bariton) – 2012-től
- Christopher Gabbitas (bariton) – 2004-től
- Jonathan Howard (basszus) – 2010-től

A King’s Singers előadásmódjára az egyedi hangzás, a magas szintű kiegyensúlyozottság és a tökéletes intonáció jellemző. Közönségüket világszerte a koncertjeik alatt átélhető zenei öröm – amit átélnek és amit átadnak – ragadja meg. A London Times kritikusa szerint muzikalitásuk és eredeti szórakoztató képességük egyedülálló. Koncertjeiken szinte állandóan jelen van a humor, ami szintén hozzájárul népszerűségükhöz. 1995-ben az együttes elnyerte a londoni Royal College of Music „Prince Consort Ensemble in Residence” (Hercegi Zenei Együttes) címét. Az együttes ismert jótékonysági tevékenységéről is: számtalan ilyen célú koncertet adnak, rendszeresen támogatják például a brit Vöröskeresztet is.
A King’s Singers már sokszor szerepelt – komoly sikereket aratva – Magyarországon is: Budapesten, Pécsett, Miskolcon. Utóbbi városban a 2009-es operafesztiválon léptek fel, amelyről Malina János zenekritikus ezt írta: „Magával az együttessel kapcsolatban az első benyomás a feltétlen bámulaté – bámulat a művészek hallatlan felkészültsége, a legeslegapróbb részletekig kidolgozott és mégis ihletett előadás iránt, és bámulat egy olyan zenekultúra iránt, amely négy évtized alatt a King’s Singers tagságának körülbelül negyedik garnitúráját tudja kitermelni, amely ugyanazzal a félelmetes profizmussal és alázattal, ugyanazon a hőfokon énekel.”

## Repertoárjuk
A King’s Singers repertoárja rendkívül széles, felöleli a zenetörténet egészét, a klasszikus és a könnyűzene legszélesebb területét, mintegy 2000 dalt adtak elő pályájuk során. Ugyanolyan természetességgel szólaltatnak meg középkori dallamokat, mint a kortárs szerzők gyakran nekik dedikált szerzeményeit, népdalokat, egzotikus népek dalait, pop és jazz számokat. Néha eltérnek az a capella megszólalástól, különböző hangszereket, esetleg komplett hangszeres együtteseket, zenekarokat is bevonnak a produkcióikba, hangfelvételeikbe. Felléptek már – többek között – Plácido Domingo, Kiri Te Kanawa, Barbara Hendricks, Paul McCartney, Emanuel Ax, Judi Dench, a Londoni Szimfonikus Zenekar, a Cincinnati Pops Orchestra, az Angol Kamarazenekar, vagy a Chicagói Szimfonikus Zenekar társaságában is.
A koncertjeiken, lemezeiken elhangzó dallamok szerzői között megtalálható Schütz-cel, Palestrinával és Janequinnel kezdődően Ligeti Györgyig, Bartók Béláig és Kodály Zoltánig rengeteg komponista, a könnyű műfajban a Beatlestől és a Queentől Billy Joelig és Paul Simonig számos örökzöld dallam. Gyakran adnak elő kortárs szerzőktől is szerzeményeket, és több zeneszerző írt az együttes számára, felkérésükre kompozíciókat (például Ligeti György, Paul Patterson,  Malcolm Williamson, Francis Pott, John McCabe, Eric Whitacre).

## A korábbi tagokról
Az énekegyüttes tagjai, megalakulásuk óta többször cserélődtek (kiöregedtek az éneklésből, fárasztónak találták az utazó életmódot stb.). A korábbi tagok közül sokan ma is a zene világában tevékenykednek. Bob Chilcott, a korábbi tenor, most zeneszerző, a BBC Singers karmestere. A bariton Gabriel Crouch a Princetoni Egyetem énekegyütteseinek igazgatója. Nigel Short, aki kontratenor volt, Tenebrae néven alapított egy professzionális kórust 2001-ben, a csapatból való kiválása után. A bariton Simon Carrington a Yale Egyetem Yale Schola Cantorumának direktor emeritusa, és karmestere a Simon Carrington Singersnek Kansas Cityben. Tony Holt a St. Olaf College zenei fakultásán tanít. Az együttes első basszus énekese, Brian Kay, rádiós és televíziós műsorvezető. Bruce Russell bariton most Langley in Berkshire Szent Ferenc-templomának lelkésze.

## Válogatott diszkográfia
Az alábbi összeállítás elsősorban az együttes hozzáférhető lemezeiből ad válogatást. Sok kiadványt az első megjelenést (a táblázat ezt az évszámot tartalmazza) követően néhány évvel később újra kiadtak.
| Cím                                              | Év   | Közreműködők                                                          |
| ------------------------------------------------ | ---- | --------------------------------------------------------------------- |
| The King's Singers Original Debut Recording      | 1971 | Gordon Langford Trió                                                  |
| Captain Noah and His Floating Zoo; Holy Moses    | 1972 | Alf Bigden (dob), Steve Gray (billentyűs), Brian Odges (basszusgitár) |
| New Day                                          | 1980 |                                                                       |
| Three Musical Fables                             | 1983 | Cambridge Singers, City of London Sinfonia                            |
| Madrigal History Tour                            | 1984 | Consort of Musicke                                                    |
| Tribute to the Comedian Harmonists               | 1985 | Zongora                                                               |
| The Beatles Connection                           | 1986 |                                                                       |
| Watching the White Wheat                         | 1986 | Többen                                                                |
| Kid's Stuff                                      | 1986 | Judi Dench, többen                                                    |
| All at Once Well Met                             | 1987 | Lant, csörgődob                                                       |
| My Spirit Sang All Day                           | 1988 |                                                                       |
| America                                          | 1989 | Angol Kamarazenekar                                                   |
| A Little Christmas Music                         | 1989 | Kiri Te Kanawa, City of London Sinfonia                               |
| À la Française                                   | 1990 | Skót Kamarazenekar, Carl Davis                                        |
| Deck the Hall – Songs for Christmas              | 1991 |                                                                       |
| Good Vibrations                                  | 1993 |                                                                       |
| Chanson d'amour                                  | 1993 |                                                                       |
| Renaissance (Works by Josquin Desprez)           | 1993 |                                                                       |
| Annie Laurie                                     | 1993 | Gitár, fuvola, piccolo                                                |
| Here's a Howdy Do!                               | 1993 | Hangeffektusok, orgona, zongora, nagybőgő, dobok                      |
| English Renaissance                              | 1995 |                                                                       |
| György Ligeti Edition, Vol. 4 (Vocal Works)      | 1997 |                                                                       |
| Nightsong                                        | 1997 | Többen                                                                |
| Circle of Life                                   | 1997 | Metrapole Orkest                                                      |
| De Janequin aux Beatles                          | 1999 | Többen                                                                |
| Fire~Water                                       | 2000 | Andrew Lawrence-King, The Harp Consort                                |
| The Triumphs of Oriana                           | 2002 |                                                                       |
| Capella                                          | 2003 |                                                                       |
| Christmas                                        | 2003 | Vonósnégyes, dobok                                                    |
| Gesualdo: Tenebrae Responses for Maundy Thursday | 2004 |                                                                       |
| 1605: Treason and Dischord                       | 2005 | Concordia Viol Consort, Sarah Baldock (orgona)                        |
| Colouring Book                                   | 2005 |                                                                       |
| Sacred Bridges                                   | 2005 | Sarband                                                               |
| Six                                              | 2005 |                                                                       |
| Spem in alium                                    | 2006 |                                                                       |
| The Quiet Heart – Choral Essays Vol.1            | 2006 |                                                                       |
| Spem in alium                                    | 2006 |                                                                       |
| Landscape & Time                                 | 2006 |                                                                       |
| The Golden Age – Siglo de Oro                    | 2008 | Keith McGowan                                                         |
| Simple Gifts                                     | 2008 |                                                                       |
| Reflections – Choral Essays Vol.2                | 2008 |                                                                       |
| Rejoice and be Merry!                            | 2008 | Mormon Tabernacle Choir, Orchestra at Temple Square                   |
| In This Quiet Moment – Choral Essays Vol.3       | 2010 |                                                                       |

## Fordítás
- Ez a szócikk részben vagy egészben  a   King's Singers című angol Wikipédia-szócikk ezen változatának fordításán alapul.  Az eredeti cikk szerkesztőit annak laptörténete sorolja fel. Ez a jelzés csupán a megfogalmazás eredetét és a szerzői jogokat jelzi, nem szolgál a cikkben szereplő információk forrásmegjelöléseként.